# Star Trek (2009)
Star Trek (auch Star Trek – Die Zukunft hat begonnen) ist ein US-amerikanischer Science-Fiction-Film aus dem Jahr 2009. Es ist der elfte Kinofilm, der auf der Science-Fiction-Serie Raumschiff Enterprise von Gene Roddenberry basiert. Am 7. April 2009 hatte der Film in Sydney Premiere.
Der Film ist ein Reboot der bisherigen Star-Trek-Werke, wofür der Regisseur J. J. Abrams zahlreiche bekannte Rollen mit neuen, jungen Schauspielern besetzte. Als erster Teil der neuen Kelvin-Timeline beleuchtet der Film insbesondere die Vorgeschichte der Figuren Kirk und Spock innerhalb der alternativen Zeitlinie des Star-Trek-Universums.

## Handlung
Im Jahr 2233 untersucht das Föderationsschiff USS Kelvin unerklärliche Energie-Turbulenzen. Plötzlich taucht das gewaltige romulanische Raumschiff Narada aus dieser Turbulenz auf. Sie greift die Kelvin an, die der technisch hochentwickelten Narada hoffnungslos unterlegen ist. Ayel, der erste Offizier der Narada, fordert, dass Captain Richard Robau an Bord kommt. Dieser gibt nach und übergibt das Kommando an seinen ersten Offizier, George Kirk. An Bord der Narada fragt Nero, der Kommandant des Schiffes, Robau nach Botschafter Spock aus, den dieser allerdings nicht kennt. Daraufhin erkundigt sich Nero nach der Sternzeit und tötet Robau mit seiner Lanze, als er das Datum seiner Zeit nennt.
Die Narada setzt den Angriff fort, und die Kelvin muss evakuiert werden. Um dem Rest der Mannschaft – darunter seine kurz vor der Entbindung stehende Frau – die Flucht zu ermöglichen und weil es wegen technischer Probleme nicht mehr möglich ist, die Kelvin auf Kollisionskurs zu programmieren, bleibt George Kirk an Bord und steuert sie manuell in das angreifende Schiff. Nur wenige Augenblicke nach der Geburt seines Sohnes James Tiberius rammt er die Narada und setzt sie so außer Gefecht. Durch sein Opfer können sich die verbliebenen 800 Mannschaftsmitglieder der Kelvin in Sicherheit bringen.
James T. Kirk wächst zu einem rebellischen jungen Mann heran. Anlässlich einer von ihm verursachten Schlägerei mit Sternenflottenkadetten trifft er auf Captain Christopher Pike, der ihn motiviert, dem heldenhaften Vorbild seines Vaters zu folgen und der Flotte beizutreten. An der Sternenflotten-Akademie freundet er sich mit dem knurrigen, aber herzlichen Arzt Dr. Leonard McCoy an. Seine Versuche, die attraktive Linguistin Uhura zu erobern, bleiben erfolglos.
Auch der junge Spock, bereits im Rang eines Commanders, hat seinen Weg zur Akademie gefunden, nachdem er wegen seiner teilweise menschlichen Abstammung auf Vulkan viel Verachtung hatte erfahren müssen. Er ist unter anderem für die Programmierung des Kobayashi-Maru-Tests verantwortlich, eines Übungsszenarios, das die Kadetten mit der unvermeidbaren Vernichtung des eigenen Schiffs konfrontieren soll. Kirk besteht den Test als Erster überhaupt, doch alles deutet darauf hin, dass er den Test manipuliert hat. Während der offiziellen Anhörung Kirks trifft ein Notruf von Vulkan ein. Alle Kadetten werden daraufhin auf ihre Schiffe gerufen, doch Kirk darf sich aufgrund der Manipulationsvorwürfe nicht am Einsatz beteiligen. Sein Freund „Pille“ McCoy schmuggelt ihn deshalb als seinen Patienten an Bord des neuen Raumschiffs Enterprise.
Kirk erkennt Gemeinsamkeiten zwischen dem Notruf und den Begleitumständen, die zur Vernichtung der Kelvin geführt haben, und warnt Pike vor einer Falle. Durch eine Unachtsamkeit des Piloten Sulu verzögert sich der Abflug der Enterprise, was sich als lebensrettender Umstand erweist. Denn bei ihrer Ankunft ist die restliche Flotte bereits zerstört, und die Narada bohrt den Planetenkern Vulkans an. Angesichts des übermächtigen gegnerischen Schiffes sieht sich Pike gezwungen, Neros Aufforderung zu folgen, sich auf die Narada zu begeben. Er übergibt Spock das Kommando und befördert Kirk zum Ersten Offizier. Als es Kirk und Sulu gelingt, den Bohrer zu sabotieren, ist es bereits zu spät: Nero schießt ein Projektil mit Roter Materie in das Bohrloch, worauf im Inneren von Vulkan ein Schwarzes Loch entsteht, das den Planeten vollständig aufzehrt. Nur etwa zehntausend Vulkanier, darunter der Ältestenrat und Spocks Vater Sarek, können gerettet werden, Spocks Mutter Amanda Grayson hingegen kommt ums Leben. Mit dem Ziel, nacheinander alle Föderationswelten zu zerstören, nimmt Nero Kurs auf die Erde und verhört Pike, um an Details über deren Verteidigungsanlagen zu gelangen.
Nach einer hitzigen Debatte um die weitere Taktik setzt Spock Kirk wegen Meuterei auf der Eiswelt Delta Vega aus. Dort trifft Kirk auf den aus der Zukunft stammenden Spock, der Kirk über die Umstände aufklärt, wie er und Nero in Kirks Gegenwart gekommen sind:
Im Jahr 2387 droht der Galaxis Gefahr durch eine abnorm verlaufende Supernova. An Bord eines speziell ausgerüsteten Schiffes versucht Botschafter Spock, die Katastrophe aufzuhalten, indem er mittels Roter Materie künstlich ein Schwarzes Loch erzeugt, das den explodierten Stern absorbieren soll. Doch dem Vulkanier gelingt es nicht, den Planeten Romulus vor der Zerstörung zu bewahren. Getrieben von Rache für den Tod seiner Familie und die Vernichtung seines Volkes greift Nero, Captain des romulanischen Bergbauschiffes Narada, Spock an. Außerstande, sich aus dem Gravitationsfeld des Schwarzen Loches zu befreien, werden beide Schiffe in die Vergangenheit geworfen. Als Erster taucht Nero 154 Jahre in der Vergangenheit auf und zerstört die Kelvin, wodurch im weiteren Verlauf eine alternative Zeitlinie geschaffen wird. Während Nero 25 Jahre auf Spock wartet, vergehen für diesen nur Sekunden, bis er im Jahr 2258 auftaucht. Er wird von Nero gefangen genommen und auf Delta Vega ausgesetzt. Nero behält Spocks Schiff mit der roten Materie an Bord und zerstört damit Vulkan, während Spock hilflos zusehen muss.
Spock berichtet Kirk auch von der anzustrebenden Freundschaft zwischen ihnen beiden und erklärt ihm, dass er unbedingt Captain der Enterprise werden müsse. Sie begeben sich zum Außenposten der Föderation auf diesem Planeten, wo sie auf Montgomery Scott treffen, der hier unfreiwillig Dienst tut. Unter Anwendung einer seiner eigenen künftigen Transportertheorien, die der alte Spock ihm mitteilt, können Scott und Kirk an Bord der Enterprise gebeamt werden, obwohl diese mit Warp-Geschwindigkeit fliegt.
Kirk folgt dem Rat des alten Spock und provoziert dessen jüngeres Pendant zu einer emotionalen Überreaktion, die diesen für das Amt des Captains disqualifiziert. Nun unter Kirks Kommando, nimmt die Enterprise Kurs auf die Erde, wo Nero bereits den Planetenbohrer vorbereitet. Durch ein geschicktes taktisches Manöver, vorgeschlagen von Pavel Chekov, gelingt es der Enterprise, unmittelbar hinter dem Saturnmond Titan aus dem Subraum aufzutauchen und sich dahinter zu verstecken. Nachdem Kirk und Spock sich miteinander arrangiert haben, lassen sie sich auf die Narada beamen, um Captain Pike zu befreien. Spock bemächtigt sich des Schiffs seines älteren Selbst, zerstört damit den Bohrer und lockt Nero von der Erde weg. Als er auf Kollisionskurs mit der Narada geht, taucht die Enterprise auf und zerstört die von der Narada abgefeuerten Abfangraketen. Spock, Kirk und Pike werden im letzten Moment von „Scotty“ zurück auf die Enterprise gebeamt. Die freigesetzte Rote Materie erzeugt ein Schwarzes Loch inmitten der Narada. Kirk bietet Nero die Rettung seiner Mannschaft an, aber der Romulaner zieht den Untergang mit seinem Schiff vor. Die Enterprise droht ebenfalls in die Singularität gezogen zu werden, sie entgeht jedoch der Zerstörung durch Abwurf und Zündung ihres Warp-Kerns, deren Druckwelle sie aus dem Gefahrenbereich katapultiert.
Kirk wird zum Captain der Enterprise befördert und tritt somit die Nachfolge des ebenfalls beförderten Admirals Pike an. Spock, der die Absicht hegt, die Sternenflotte zu verlassen, um beim Aufbau einer vulkanischen Kolonie zu helfen, trifft auf sein älteres Selbst. Botschafter Spock erklärt ihm, dass er und Kirk aufeinander angewiesen seien, und gibt ihm den Rat, seinen Gefühlen zu folgen, statt sich völlig der Logik zu verschreiben. Daraufhin übernimmt der jüngere Spock den Posten des Ersten Offiziers auf der Enterprise unter Kirks Kommando. Der Film endet mit der legendären Eingangssequenz aus der ursprünglichen Serie, jedoch verlesen von Leonard Nimoy/Mr. Spock.

## Produktion

### Drehbuch
Der zehnte Star-Trek-Film Star Trek: Nemesis aus dem Jahr 2002 war kommerziell wenig erfolgreich, und die fünfte Star-Trek-Fernsehserie Star Trek: Enterprise wurde 2005 wegen niedriger Einschaltquoten nach vier Staffeln abgesetzt. Dennoch begann noch 2005 die Entwicklung eines neuen Kinofilms.
Der Film sollte den Titel Star Trek: The Beginning tragen und im 22. Jahrhundert des Star-Trek-Universums spielen. Damit sollte er ein Prequel zu den Star-Trek-Serien darstellen, die nach der ebenfalls als Prequel konzipierten Serie Star Trek: Enterprise spielten. Thema des Films sollte der Krieg der Menschen gegen die Romulaner sein, der in verschiedenen Serienfolgen als historisches Ereignis erwähnt worden war. Erik Jendresen schrieb das Drehbuch; Rick Berman, der seit Roddenberrys Tod im Jahr 1991 Hauptverantwortlicher für das Franchise gewesen war, war kaum eingebunden. Aus verschiedenen Gründen wurde das Projekt von Paramount Pictures abgebrochen und die Entwicklung eines neuen Films vorübergehend eingestellt.
Als J. J. Abrams seine erste Regiearbeit Mission: Impossible III fertigstellte, fragte Paramount nach seinem Interesse, einen neuen Star-Trek-Film zu entwickeln. Selbst kein Fan der Serie, versammelte Abrams die Autoren Roberto Orci, Alex Kurtzman, Damon Lindelof und Bryan Burk um sich. Orci und Kurtzman waren bekennende Anhänger der Serie, während etwa Burk sich kaum für sie interessierte. Zusammen arbeitete das Team rund ein Jahr an einer Geschichte, die alle zufrieden stellte. Für Abrams war dabei früh klar, dass er sich auf die Originalserie stützen und die Ikonen Kirk und Spock auf die Leinwand zurückbringen wollte.
Weil klassische Elemente Star Treks bereits mehrfach parodiert worden waren, etwa in der erfolgreichen Komödie Galaxy Quest, war Abrams Humor im Drehbuch besonders wichtig: Er hatte Sorge vor unfreiwilliger Komik. Bei der Ausarbeitung des Drehbuchs verfolgten Kurtzman und Orci auch die Absicht, Star Trek mehr im Stil von Star Wars zu gestalten. George Lucas’ Science-Fiction-Franchise stößt im Allgemeinen auch bei Zuschauern, die keine Fans sind, auf mehr Akzeptanz. Die Drehbuchautoren wollten insbesondere Weltraumschlachten mehr Geschwindigkeit verleihen, als dies bei Star Trek bisher üblich war.
Schon in seiner Entwicklungsphase war Leonard Nimoy von dem Projekt begeistert und zeigte, sehr zur Freude der Autoren, Interesse daran, als Spock aufzutreten.
Die Autoren suchten auch nach Wegen, William Shatner als Kirk in der Geschichte unterzubringen. Schließlich wurde die Idee fallen gelassen: Das Drehbuch hätte zu stark umgeschrieben werden müssen, um einen Auftritt Shatners zu ermöglichen.
Obwohl er nur als Produzent vorgesehen war (mit seiner Firma Bad Robot Productions), entschied sich Abrams schließlich dafür, auch die Regie des neuen Films zu übernehmen. Rick Bermans 2006 auslaufender Vertrag wurde von Paramount nicht verlängert.

### Besetzung
Für viele Rollen, die seit Jahrzehnten mit bestimmten Schauspielern assoziiert werden, mussten andere, jüngere Darsteller gefunden werden. Entgegen den Erwartungen Abrams’ erwies sich die Besetzung Spocks leichter als jene Kirks. Zachary Quinto, der dem originalen Spock-Darsteller Leonard Nimoy auch optisch entsprach, stand relativ rasch als Nimoys Nachfolger fest. Chris Pine fand als Letzter in das neue Ensemble, nachdem Abrams lange Zeit erfolglos nach einem geeigneten Kirk-Darsteller gesucht hatte. So war auch Matt Damon für die Rolle des Kirk für kurze Zeit im Gespräch. Schließlich wurde der geplante Neustart der Filmserie mit relativ unbekannten Schauspielern besetzt, was laut Regisseur Abrams zwar ein Risiko sei, dem Film aber auch mehr Frische verleihe: Zuschauer können die Schauspieler so besser mit der jeweiligen Rolle identifizieren.
Majel Barrett ist in Star Trek zum letzten Mal als Stimme des Bordcomputers der Enterprise zu hören. Der im Juli 2008 an Krebs gestorbene Wissenschaftler Randy Pausch hat im Film einen Cameo-Auftritt.

### Dreharbeiten

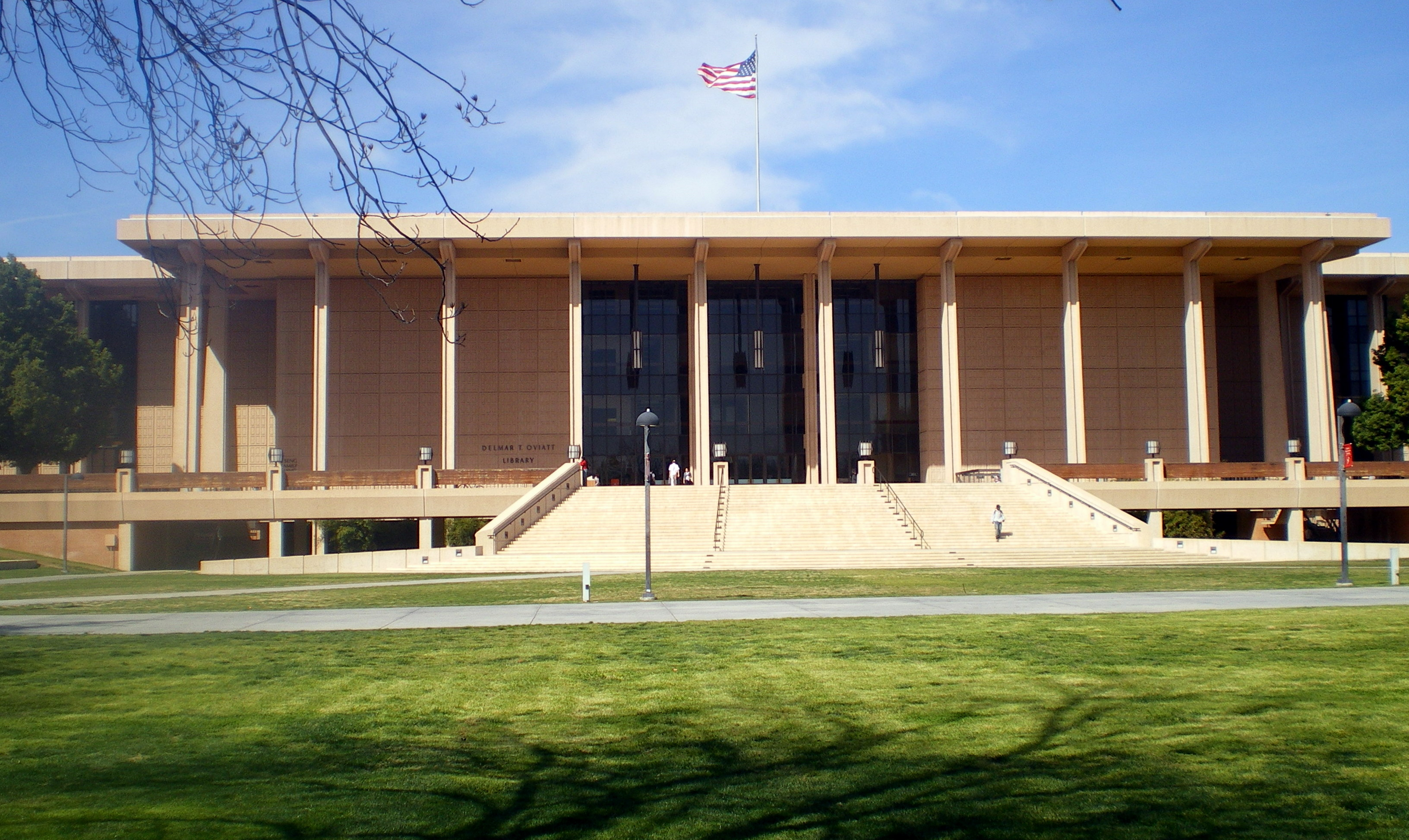
Die California State University in Northridge diente als Kulisse für die Sternenflottenakademie

Die Dreharbeiten zu Star Trek begannen am 7. November 2007 und endeten Ende März 2008, das Produktionsbudget des Films betrug rund 150 Millionen US-Dollar. Gedreht wurde ausschließlich in Kalifornien, darunter in Long Beach und an der California State University, Northridge. Deren Campus diente als Schauplatz für die Sternenflottenakademie. Die Innenaufnahmen an Bord der Enterprise entstanden auf dem Gelände der Paramount Studios.

### Veröffentlichung
Ursprünglich war geplant, den Film bereits zu Weihnachten 2008 zu veröffentlichen, der Starttermin wurde aber auf Anfang Mai 2009 verschoben.
Die Weltpremiere des Films, der überraschend bereits einige Stunden zuvor im texanischen Austin erstmals gezeigt worden war, fand am 7. April 2009 in Sydney statt. Neben der Deutschlandpremiere am 16. April 2009 in Berlin führte die Promotion-Tour die Hauptdarsteller unter anderem am 14. April auch nach Österreich.

## Synchronisation
Die Synchronisation übernahm die Berliner Synchron GmbH nach einem Dialogbuch von Änne Troester und unter der Dialogregie von Björn Schalla sowie Kim Hasper.
| Rollenname                                     | Darsteller                    | Deutsche Synchronstimme   |
| ---------------------------------------------- | ----------------------------- | ------------------------- |
| Captain James T. Kirk                          | Chris Pine                    | Nico Sablik               |
| Captain James T. Kirk                          | Jimmy Bennett (Kirk als Kind) | Eric Stefanov             |
| Mr. Spock                                      | Zachary Quinto                | Timmo Niesner             |
| Mr. Spock                                      | Jacob Kogan (Spock als Kind)  | Marco Eßer                |
| Mr. Spock (aus der Original Timeline)          | Leonard Nimoy                 | Norbert Gescher           |
| Captain Nero                                   | Eric Bana                     | Benjamin Völz             |
| Captain/Admiral Christopher Pike               | Bruce Greenwood               | Oliver Stritzel           |
| Dr. Leonard „Pille“ McCoy                      | Karl Urban                    | Tobias Kluckert           |
| Lieutenant Nyota Uhura                         | Zoë Saldaña                   | Tanja Geke                |
| Lieutenant Commander Montgomery „Scotty“ Scott | Simon Pegg                    | Simon Jäger               |
| Lieutenant Hikaru Sulu                         | John Cho                      | Julien Haggège            |
| Fähnrich Pavel Chekov                          | Anton Yelchin                 | Constantin von Jascheroff |
| Sarek                                          | Ben Cross                     | Klaus-Dieter Klebsch      |
| Amanda Grayson                                 | Winona Ryder                  | Maud Ackermann            |
| George Kirk                                    | Chris Hemsworth               | Björn Schalla             |
| Winona Kirk                                    | Jennifer Morrison             | Melanie Hinze             |
| Gaila                                          | Rachel Nichols                | Anna Grisebach            |
| Captain Robau                                  | Faran Tahir                   | Leon Boden                |
| Ayel                                           | Clifton Collins junior        | Olaf Reichmann            |
| Computer                                       | Majel Barrett (nur Stimme)    | Claudia Urbschat-Mingues  |

## Rezeption

### Kritik
Die ersten australischen Kritiker sprachen von einem gelungenen Neustart der Filmserie, die zuletzt enttäuschte. J. J. Abrams’ Version von Star Trek überzeuge durch seine Action und Dynamik. Ian Cuthbertson vom The Australian sah nicht nur einen der besseren Star-Trek-Filme, sondern eine der besten Science-Fiction-Produktionen. Wie andere Kritiker lobte er die beeindruckenden Spezialeffekte, die eine glaubwürdige Atmosphäre schafften. Der actionreiche Film entwickle eine Dynamik wie die besten Bond-Filme und beeindrucke auch durch seine Besetzung: „Star Trek ist wieder jung.“
Auch Andrew L. Urban und Louise Keller geben sich in ihren Besprechungen überzeugt, dass der überraschend frische, elfte Film der Serie über das Fandom hinaus sein Publikum finden wird.
Doch trotz seiner beeindruckenden Qualität hat der Film nach Meinung von Garth Franklin nicht die Tiefe anderer, das jeweilige Franchise neu definierender Filme wie Batman Begins oder James Bond 007: Casino Royale. Die Atmosphäre von Roddenberrys Star-Trek-Universum sei spürbar, doch fehle der moralische Impetus des Originals. Einen größeren Schwachpunkt ortet Franklin im Drehbuch. Obwohl es das bisher beste des Autorenduos Kurtzman und Orci sei, gelinge es ihnen nicht, die Geschichte frei von unglaubwürdigen Zufällen und dramaturgischen Löchern zu gestalten. So wirke auch der Gegenspieler Nero wie eine der vielen schalen Kopien des rachsüchtigen Khan aus dem zweiten Star-Trek-Film, der noch immer unerreicht sei.
Übereinstimmend loben die ersten Kritiken die herausragende Tongestaltung.
Die jungen Darsteller haben auf die Kritiker einen überwiegend guten Eindruck gemacht. Laut Garth Franklin gelingt es Chris Pine überzeugend, sich frei von Shatners Manierismen die Rolle des Kirk anzueignen. Die Figur wirke zwar arrogant, aber dennoch sympathisch. Zachary Quinto sei ein solider Spock, doch fehle ihm noch der besondere Humor und die herablassende Art, mit der Leonard Nimoy die Rolle füllte. Im Gegensatz dazu schwärmt Louise Keller vor allem von Quintos Spock, der in seinen Szenen alle Aufmerksamkeit auf sich ziehe. Die kurzen Auftritte des sichtlich gealterten Leonard Nimoy als sein Alter Ego Spock wurden bei Besprechungen als für Fans beeindruckend beschrieben. Das Premierenpublikum in Sydney applaudierte spontan.
In seiner Besprechung für IGN Movie UK begeistert sich Orlando Parfitt für Chris Pine als Kirk und besonders Zachary Quinto als Spock: Dank guter Dialoge bilden die beiden das Herz dieser gelungenen Neuadaption. Gleichzeitig kritisiert er die komplizierte Geschichte und den schwachen Gegenspieler Nero, wodurch der Film als aufregendes Weltraumabenteuer versagt: „Die Handlung ist ein einziges Chaos.“
In einer Kritik auf Spiegel Online bezeichnet David Kleingers den Film als ein spannendes, rasantes und „sexy“ Science-Fiction-Abenteuer, dem der Spagat zwischen Revolution und Restaurierung der Legende gut gelingt.
Auch Thomas Klingenmaier meint in der Stuttgarter Zeitung: „Was Tricks und Dynamik und die schiere Lust am Einfachen angeht, hat Star Trek viel mehr zu bieten als frühere Umsetzungen der Kirk’schen Macho-Raumfahrt.“
Andererseits bleibe der Film intellektuell weit hinter anderen Serien wie beispielsweise Battlestar Galactica zurück. Außerdem kritisiert er die für ein Raumschiff übertrieben wirkende Wendigkeit, diese wirke „wie ein Testauto auf dem ADAC-Übungsplatz.“ Auf Welt Online bemängelt Harald Peters die sinnlose Handlung, die durch gekonnte Inszenierung verdeckt werde: „Angenehmerweise ist Star Trek ein Film, der nichts will, der nichts bedeutet, der einfach nur da ist und ohne Aufhebens konsumiert werden will.“
Etrit Hasler findet in der Schweizer Wochenzeitung kaum lobende Worte: Der Film voller „Actionfilmklischees“ trete das aufklärerische Grundkonzept der Originalserie mit Füßen.
Das Lexikon des internationalen Films urteilte: „Die zentralen Konflikte und Hauptfiguren fügen dem Fernsehserien-Universum wenig an neuen Ideen zu. Gleichwohl besticht der temporeiche Film durch seine Mischung aus virtuoser Action, augenzwinkerndem Humor und Coming-of-Age-Drama sowie durch originelle inszenatorische Details.“
Der Umstand, dass eine alternative Zeitlinie geschaffen wurde und die Figuren der Originalserie stark abgeändert wurden, sorgte, in Kombination mit einer für Star Trek untypisch schwachen Handlung, für einige Kritik unter Star-Trek-Fans.

### Erfolg
Am Startwochenende spielte Star Trek in Nordamerika 79,2 Millionen Dollar ein, mehr als jeder andere Star-Trek-Film vorher. In Deutschland sahen 421.593 Zuschauer den Film am Startwochenende, insgesamt rund 1,2 Millionen. Das weltweite Einspielergebnis inklusive Nordamerika beläuft sich auf 385 Millionen Dollar.
Seit November 2009 ist der Film auf DVD und Blu-ray erhältlich. Bis zum 20. Dezember 2009 wurden damit allein in den Vereinigten Staaten 82 Millionen Dollar erzielt. Laut dem Hollywood Reporter ist Star Trek der am meisten illegal im Internet heruntergeladene Film 2009.

## Bücher
Die Adaption von Alan Dean Foster erschien Anfang Mai sowohl in den Vereinigten Staaten (Pocket Books) als auch im deutschsprachigen Raum (Cross Cult). Als Teil der Marketing-Kampagne zum Film wurde noch vor dem Start unter dem Titel Star Trek: Countdown eine vierteilige Comicreihe veröffentlicht. Diese erzählt die Vorgeschichte zur Filmhandlung. Die Geschichte stammt von Roberto Orci und Alex Kurtzman, der Comic wurde geschrieben von Tim Jones und Mike Johnson. Für die Zeichnungen war David Messina verantwortlich.

## Auszeichnungen
Der Film wurde – wie auch Star Trek IV: Zurück in die Gegenwart – für vier Oscars nominiert (Make-up, Ton, Tonschnitt, Effekte) und erhielt den Preis in der Kategorie Bestes Make-up. Damit ist der elfte Teil der Star-Trek-Reihe der erste, der mit einem Oscar ausgezeichnet wurde.

## Fortsetzungen
Der Nachfolgefilm Star Trek Into Darkness, der auf der alternativen Zeitlinie von Star Trek aufbaut und in dem auch die Hauptdarsteller wieder zu sehen sind, feierte am 9. Mai 2013 seine Premiere.
Der dritte Teil der Neuauflage trägt den Titel Star Trek Beyond und wurde am 21. Juli 2016 veröffentlicht.
Ein für Dezember 2023 angekündigter vierter Film wurde im September 2022 von der Veröffentlichungsliste von Paramount gestrichen. Zuvor hatte der vorgesehene Regisseur Matt Shakman die Produktion verlassen. Andere Pläne für einen weiteren Film der Reihe waren bereits zuvor gescheitert.

## Easter Egg
Da Industrial Light & Magic für die Spezialeffekte von Star Trek verantwortlich zeichnete, wurde unter anderem ein Easter Egg in dem Film versteckt. So ist R2-D2, eine Figur aus Star Wars, für einen kurzen Augenblick in der Szene zu sehen, als die Enterprise verspätet Vulkan erreicht und durch das Trümmerfeld fliegt. Zudem ist in der Szene im Hangar zu hören, wie ein Kadett namens Vader für die USS Hood eingeteilt wird.
Eine weitere kurze Anspielung findet sich in den Szenen auf Delta Vega: Scotty erklärt, dass er strafversetzt wurde, nachdem er für seine Experimente mit dem Transporter „Admiral Archers geliebten Beagle“ als Testkandidat „rekrutiert“ hatte. In der Prequel-Serie Star Trek: Enterprise besitzt Captain Archer einen Beagle namens Porthos. In einer nicht realisierten, aber in der Romanfassung vorhandenen Post-Credit-Szene ist zu sehen, wie der erwähnte Beagle plötzlich im Transporterraum der Enterprise auftaucht.